# Stratovarius (альбом)
Stratovarius — одиннадцатый студийный альбом финской пауэр-метал-группы Stratovarius. Выпущен в 2005 году. Все песни из альбома сочинил Тимо Толкки.
Stratovarius был выпущен после воссоединения группы в январе 2005 года, последовавшего вслед за нервным срывом Тимо Толкки и распадом группы в 2004 году. После выхода альбома группа отправилась в мировое турне в поддержку альбома, впервые в своей истории посетив с концертами США и Канаду.
Альбом отражает значительные изменения в стиле Stratovarius. Симфоническое звучание после альбомов Elements практически полностью исчезло, и фирменный неоклассический соло-стиль игры Тимо Толкки практически отсутствует. Клавишник Йенс Юханссон играет гораздо более ограниченную роль, по сравнению с предыдущими изданиями группы, и Йорг Михаэль нечасто прикладывается к педали двойной бас-бочки. Тимо Котипелто также пытается привнести нечто новое в свой вокал, избегая своих знаменитых высоких нот.
В апреле 2007 года Тимо Толкки в интервью журналу On Track Magazine.com признался, что ему не нравится этот альбом, потому что он вовсе не в стиле Stratovarius и был сделан полностью неправильно.
По звучанию альбом больше схож с ранними альбомами Dreamspace и Fourth Dimension, чем с последними работами группы. Причём именно на альбоме Fourth Dimension находится инструментальная композиция «Stratovarius».

## Список композиций
Вся музыка написана Тимо Толкки.
| №                   | Название                            | Текст песни         | Длительность |
| ------------------- | ----------------------------------- | ------------------- | ------------ |
| 1.                  | «Maniac Dance»                      | Толкки              | 4:35         |
| 2.                  | «Fight!!!»                          | Толкки              | 4:03         |
| 3.                  | «Just Carry On»                     | Котипелто           | 5:28         |
| 4.                  | «Back to Madness»                   | Толкки              | 7:42         |
| 5.                  | «Gypsy in Me»                       | Котипелто           | 4:27         |
| 6.                  | «Götterdämmerung (Zenith of Power)» | Толкки              | 7:12         |
| 7.                  | «The Land of Ice and Snow»          | Толкки              | 3:04         |
| 8.                  | «Leave the Tribe»                   | Толкки, Юханссон    | 5:42         |
| 9.                  | «United»                            | Толкки              | 7:04         |
| Общая длительность: | Общая длительность:                 | Общая длительность: | 49:17        |

## Над альбомом работали
- Тимо Котипелто — вокал
- Тимо Толкки — гитара
- Яри Кайнулайнен — бас-гитара
- Йенс Юханссон — клавишные
- Йорг Михаэль — ударные